# Ruby Hirose
Ruby Sakae Hirose (Kent, 30 de agosto de 1904 – West Reading, 7 de octubre de 1960) fue una bioquímica y bacterióloga estadounidense. Investigó sobre la coagulación de la sangre y la trombina, las alergias y el cáncer usando antimetabolitos.

## Familia y educación
Ruby Hirose nació en Kent, Washington, el 30 de agosto de 1904, hija de Shiusaka Hirose (padre) y Tome Kurai. Era la segunda hija de siete hijos en la familia, pero debido a que el primer hijo murió muy joven, creció como la hija mayor de seis. Tenía cuatro hermanas y un hermano, y vivían en el área de White River (Shirakawa) en los alrededores de Seattle. La segunda hija de la familia fue Fumiko, dos años menor que Ruby. Fumi, como la llamaban, contrajo tuberculosis al igual que su madre. Fumi murió en 1925 y su madre, Tome, murió en 1934.
El tercer hijo de la familia se llamaba Kimeo. Era dos años menor que Fumi y se destacó en los deportes en la escuela secundaria. Fue nombrado capitán de fútbol y tesorero de la clase. Vivió hasta 1991. Mary, la siguiente hermana, era un año menor que Kimeo. Las dos últimas hijas eran gemelas: Toki y Tomo, nacidas en 1912, eran tres años menores que Mary y 9 años menores que Ruby. Tomo, una de las hermanas pequeñas, murió en 1928 a los 16 años.
El padre de Ruby nació en un suburbio de Tokio, solo tenía educación secundaria y, según Ruby, trabajó en algún tipo de industria pero no le fue bien. La familia de la madre de Ruby, Tome, era comerciante de dry goods. Después de que el negocio de Shiusaka fracasara, decidieron mudarse a Estados Unidos, establecerse en el área de Seattle e intentar ganarse la vida con la agricultura. Debido a que la Ley de Naturalización de 1870 solo extendió los derechos de ciudadanía a los afroamericanos, los asiáticos fueron considerados "extranjeros no elegibles para la ciudadanía". Varios estados, pero específicamente Washington, usaron este estatus para negarles a los asiáticos la posesión de propiedades, que era una forma de discriminar sin hacer referencia a categorías raciales concretas. Estas disposiciones no se declararon inconstitucionales hasta 1952. Por lo tanto, el contrato de arrendamiento de la tierra de Hirose y algunas compras de tierras posteriores estaban a nombre de Ruby porque era estadounidense de nacimiento.
En la escuela secundaria, Ruby dijo que no sintió ningún prejuicio en particular, pero que los niños estadounidenses de origen japonés más tarde sí lo hicieron. También afirmaba que los profesores mostraban preferencia por los alumnos blancos. Aun así, Ruby era popular y participaba en la práctica del atletismo y varios tipos de canto. Ruby dijo que prefería relacionarse con estudiantes blancos tanto en la escuela secundaria como en la universidad, en lugar de con los niños japoneses.
Ruby era una persona religiosa, asistía a la escuela dominical en la Primera Iglesia Metodista y también participaba en la Asociación Cristiana de Estudiantes Japoneses que se reunía en la YMCA de la universidad. También ayudó en la Iglesia Bautista Japonesa en Seattle, aunque prefería asistir a las iglesias estadounidenses.

## Educación en la Universidad de Washington
Los Issei, o primera generación, fueron las primeras personas en emigrar a los Estados Unidos desde Japón. Debido a esto, querían que sus hijos, los Nisei (a los que pertenecía Ruby), aprendieran el idioma, la cultura y las tradiciones religiosas japonesas. La Iglesia Budista White River fue la segunda iglesia budista en el condado de King. En 1912, se abrió la Escuela de Idioma Japonés White River ("Nihongo Gakko") bajo los auspicios de la Iglesia Budista White River. El área de White River se llamaba Shirakawa, que literalmente significa White River en japonés. Shirakawa incluía las áreas de Auburn, Thomas y Christopher.
En 1929, el padre de Ruby, Shiusaku Hirose, era el presidente de la Asociación Japonesa Thomas. Bajo su liderazgo, compraron el "Yank Hotel" y lo remodelaron para convertirlo en la escuela de idioma japonés Thomas. Este edificio tenía más espacio para aulas y estaba mucho más cerca de la Escuela Primaria Thomas, a la que asistían la mayoría de los estudiantes, incluida Ruby. Sin embargo, después de unos años, Shiusaku tuvo desavenencias con otros compañeros en la organización de la escuela y renunció. Lamentablemente Shiusaku enviudó en 1934 y se mudó a Los Ángeles en 1936. Cuando estalló la guerra, en 1941, trabajaba en un hotel en Los Ángeles y solicitó un permiso para regresar a Seattle para reunirse con su hija Mary antes de que comenzara el proceso de evacuación e internamiento. En abril de 1942, después de que se emitiera la Orden Ejecutiva 9066, el FBI comenzó a arrestar a personas activas en la comunidad estadounidense de origen japonés, incluido Shiusaku. Fue detenido por el FBI y se realizó una audiencia en el Servicio de Inmigración y Naturalización (INS) en Seattle en mayo. Fue puesto en libertad condicional, probablemente porque había poca o ninguna evidencia de espionaje o delitos.
Ruby asistía a la escuela primaria Thomas e iba caminado a las clases de la escuela de japonés Thomas. Fue la primera nisei (segunda generación) japonesa estadounidense en graduarse en el Auburn High School en la ciudad de Auburn, en 1922. Fue admitida en la Universidad de Washington e ingresó en otoño de 1922. Posteriormente, obtuvo su licenciatura en farmacia en 1926 y su maestría en farmacología en 1928.
Las mujeres acababan de conseguir el derecho al voto en 1920. La prohibición volvió a entrar en vigor ese mismo año y no sería derogada hasta 1933. Mientras obtenía su maestría en la Universidad de Washington, Hirose vivía en el Hogar Catherine P. Blaine en Seattle de la Sociedad Misionera del Hogar de Mujeres de la Iglesia Episcopal Metodista. El Hogar Blaine era parte de la sección japonesa y coreana en Seattle de la Woman's Home Missionary Society.

## Problema de la segunda generación
En diciembre de 1925, la Asociación Cristiana de Estudiantes Japoneses (CEJA) realizó una conferencia en Asilomar, California. Ruby había sido miembro activo de CEJA y asistió a la reunión. Un tema importante en esta conferencia fue el llamado "problema de la segunda generación", que, dicho brevemente, era el resultado de las diferencias culturales entre los Issei (primera generación) de Japón y los Nisei (segunda generación) nacidos en Estados Unidos. Aunque tanto los issei como los nisei tenían una herencia cultural común, los nisei eran hablantes nativos de inglés y, en su mayor parte, vivían su vida cotidiana inmersos en la cultura estadounidense, no japonesa. La conferencia creó un Comité sobre Problemas de la Segunda Generación, liderado por Roy Akagi, estudiante de doctorado y líder de CEJA que incluía a Ruby Hirose, que había ingresado a su último año en la Universidad de Washington, así como estudiantes de Stanford, Caltech y Occidental College, y elaboró un informe sobre este problema.
Describieron la situación teniendo en cuenta aspectos desde el punto de vista de los Nisei: 
1. Relación con la primera generación
2. Relación con la sociedad estadounidense
3. Orientación vocacional y laboral
4. Estándar de conducta social, y
5. Vida religiosa.

Estos jóvenes estaban teniendo problemas de identidad, aunque en 1925 no los llamaban así. Les preocupaba cómo respetar y continuar con su cultura, pero también querían ser estadounidenses de pleno derecho en un entorno con prejuicios raciales y una verdadera falta de oportunidades laborales. Los estadounidenses de origen japonés estaban excluidos de la propiedad de la tierra, pero la agricultura era una parte importante de sus vidas en ese momento. Más tarde, cuando fueron encarcelados debido a la Segunda Guerra Mundial, muchos de los Issei y Nisei perdieron todos los negocios que habían levantado.
Una de las estrategias propuestas para manejar el problema vocacional fue enfatizar la educación superior, lo que Ruby ciertamente hizo, convirtiéndose en una de las primeras personas japoneses estadounidenses en doctorarse en los Estados Unidos. Otras estrategias incluyeron la cooperación con otras organizaciones estadounidenses religiosas como YMCA y YWCA.

## Doctorado en la Universidad de Cincinnati
Hirose recibió una beca y se trasladó a Cincinnati e ingresó en la Universidad de Cincinnati, donde trabajó en su doctorado en bioquímica. Durante su estancia en la universidad, en 1931, recibió la beca Moos en Medicina Interna. Ese mismo año, entró a participar activamente en Sigma Xi, una fraternidad honorífica para el avance de la investigación. Ruby también participó activamente en el grupo de Cincinnati de Iota Sigma Pi, una fraternidad química femenina nacional, de la que fue vicepresidenta en 1931. En 1932, se doctoró con la tesis titulada "Nature of Thrombin and Its Manner of Action". Un artículo basado en esta tesis se publicó posteriormente en el American Journal of Physiology en 1934 con el título "The Second Phase of Thrombin Action: Fibrin Resolution".

## Carrera profesional
Trabajó en la Universidad de Cincinnati hasta que fue contratada en la división de investigación de la compañía farmacéutica William S. Merrell Company, donde investigó sobre sueros y antitoxinas. En 1940, la American Chemical Society celebró su asamblea en Cincinnati del 8 al 12 de abril. Un informe de dicha asamblea indicaba que había cada vez más oportunidades para las mujeres en la industria. También señalaba que en la sección de Cincinnati de la sociedad, de los 300 miembros, sólo había diez mujeres e Hirose era una de ellas.
Durante la Segunda Guerra Mundial, estuvo vinculada con el Laboratorio Kettering de Fisiología Aplicada de la Universidad de Cincinnati. También enseñó microbiología e investigó sobre el cáncer en la Universidad de Indiana utilizando antimetabolitos. En 1946, publicó un artículo titulado "Diffusion of sulfonamides from emulsified ointment bases", que trataba sobre las características de la difusión de las sulfonamidas en varios tipos de bases. En 1958, se incorporó al hospital del Departamento de Asuntos de los Veteranos de los Estados Unidos en Lebanon (Pensilvania) como bacterióloga. Antes de esto, estuvo vinculada con el Hospital Benjamin Harrison en Indianápolis y el Hospital VA en Dayton.

## Campos de concentración
Tres de los miembros de la familia de Hiroes fueron encarcelados en los campos de concentración del gobierno de Estados Unidos para estadounidenses de origen japonés. Su madre, Tome, y su hermana Fumi ya habían fallecido cuando comenzó la Segunda Guerra Mundial y Franklin D. Roosevelt emitió la Orden Ejecutiva 9066. Su hermano Kimeo fue internado en el Centro de Reubicación de la Guerra de Poston, mientras que su hermana Mary y su padre Shiusaku fueron enviados a Minidoka, que ahora es el Sitio Histórico Nacional de Minidoka. Su hermana Toki vivía en Hawái y no fue detenida, y Ruby, que vivía en Cincinnati, tampoco.

## Fallecimiento
Hirose murió de leucemia mieloide aguda en West Reading, Pensilvania, el 7 de octubre de 1960, a la edad de 56 años. Está enterrada en el cementerio Auburn Pioneer en Auburn, Washington.